# Wołosiec
Wołosiec – potok, lewobrzeżny dopływ Sękówki o długości 3,9 km.
Płynie w zachodniej części Beskidu Niskiego. Jego źródła znajdują się na wysokości 690–700 m n.p.m., na północno-zachodnich stokach niższego (północnego) wierzchołka Dziamery (756 m n.p.m.) oraz pod przełączką oddzielająca ten szczyt od Ostrej Góry (759 m n.p.m.). Spływa prawie dokładnie w kierunku północno-zachodnim prostą dolinką, otoczoną od południowego zachodu grzbietem z Zawierszą (669 m n.p.m.) i Kornutą (677 m n.p.m.), natomiast od północnego wschodu grzbietem z wyżej wymienioną Ostrą Górą i Holą (660 m n.p.m.). Przybierając po drodze szereg krótkich dopływów, na wysokości 390,2 m n.p.m. w Dragaszowie (obecnie przysiółek Ropicy Górnej) uchodzi do Sękówki.
Dolinka Wołośca jest zupełnie niezabudowana. Na całej prawie jej długości dnem biegnie leśna droga z Dragaszowa na wspomnianą wyżej przełączkę między Dziamerą i Ostrą Górą.